# Hirschfeldia incana
La senape canuta (Hirschfeldia incana (L.) Lagr.-Foss.) è una pianta della famiglia delle Brassicacee, diffusa nel bacino del Mediterraneo. È l'unica specie del genere Hirschfeldia Münchh., 1794, strettamente imparentato con il genere Brassica.

## Distribuzione e habitat
È una specie nativa del bacino del Mediterraneo che è stata introdotta in varie parti del mondo, divenendo talora infestante.

## Descrizione
Ha un aspetto molto simile a Brassica nigra, ma raggiunge generalmente una altezza minore.

Le foglie, lobate, con nevature parallele, formano una ampia rosetta basale e sono ricoperte da una fine pubescenza.

## Usi
In Sicilia, dove è conosciuta come a sinapa (o a sinapi o u sinapu) o lassini, è tradizionalmente utilizzato in gastronomia come condimento per pasta e carni, caratterizzato da un sapore intenso e amarognolo.